# Blake Shelton
Blake Tollison Shelton (Ada, Oklahoma; 18 de junio de 1976) es un cantante estadounidense de música country. En 2001 hizo su debut con el sencillo "Austin", de su primer álbum, Blake Shelton. "Austin" pasó cinco semanas en el número uno del ranking Hot Country Songs. Esta canción fue el primer sencillo de su álbum certificado de oro, que también produjo dos Top 20. Aunque el álbum fue lanzado en Giant Records Nashville, Shelton fue transferido a Warner Bros. Records Nashville después de que Giant cerrara a finales de 2001.
Su segundo y tercer álbum, The Dreamer (su primero en Warner Bros.) y Blake Shelton's Barn & Grill, de 2004, respectivamente, fueron certificados oro. El cuarto álbum de Shelton, Pure BS, fue publicado en 2007 y reeditado en 2008 con una versión de la canción de Michael Bublé "Home" como uno de los bonus track. Este cover fue el tercer sencillo del álbum. Un quinto álbum, Startin' Fires, fue lanzado en noviembre de 2008. Fue seguido por el EP Hillbilly Bone y All About Tonight en 2010, y el álbum Red River Blue en 2011. Actualmente es profesor de canto (entrenador) en el reality show de NBC The Voice, con Kelly Clarkson, Chance the raper y Niall Horan.
En general, Shelton ha trazado 17 sencillos en las listas de country, incluyendo diez éxitos número uno: "Austin" (2001), "The Baby" (2003), "Some Beach" (2004–2005), "Home" (2008), "She Wouldn't Be Gone" (2009), "Hillbilly Bone" (2010), un dúo con Trace Adkins, "All About Tonight" (2010), "Who Are You When I'm Not Looking" (2011)", "Honey Bee" (2011), y "God Gave Me You" (2011). Además, tres sencillos más han llegado al Top 10: un cover de Conway Twitty, "Goodbye Time", "Nobody but Me" y "I'll Just Hold On". En 2012, grabó un sencillo junto a la cantante ecuatoriana-estadounidense Christina Aguilera para su quinto álbum de estudio, llamado «Just a Fool».

## Primeros años
Blake Shelton nació en Ada, Oklahoma, hijo de Dick Shelton (fallecido en 2012), un distribuidor de coches usados, y Dorothy Shelton, propietaria de un salón de belleza. Comenzó a cantar a una edad temprana y a los 12 años aprendió a tocar la guitarra. A los 16 años Shelton había recibido un Premio Denbo Diamon en su estado natal. El 13 de noviembre de 1991, su hermano mayor, Richie, quien tenía 24 años, falleció en un accidente automovilístico. Tiene una hermana mayor, Endy. A los 17 años, se mudó a Nashville, Tennessee para seguir una carrera como cantante.

## Vida personal
Shelton se casó con su novia Kaynette Gern el 17 de noviembre de 2003. Se divorciaron en 2006. Shelton comenzó entonces a salir con la cantante country Miranda Lambert, a quien conoció en un certamen de canto. Lambert también fue corista en su cover de la canción de Michael Bublé "Home", la cual llegó al número uno en la lista Hot Country Songs. El 9 de mayo de 2010, después de cuatro años de relación, Shelton le propuso matrimonio a Lambert, después de recibir la bendición de su padre.
Shelton y Lambert se casaron el 14 de mayo de 2011 en Don Strange Ranch en Boerne, Texas. A la boda asistieron 550 personas, incluyendo Reba McEntire, Cee Lo Green, Martina McBride, Kelly Clarkson, Dierks Bentley, Charles Kelley y The Bellamy Brothers. Blake y Miranda Lambert vivieron juntos en la pequeña ciudad de Tishomingo, Oklahoma hasta su separación oficial y posterior divorcio en 2015.
El 4 de noviembre de 2015 fue confirmada su relación con su compañera en el programa The Voice y cantante Gwen Stefani. En octubre de 2020 se comprometieron. El 3 de julio de 2021 se casaron.

## Discografía
Artículo principal: Anexo:Discografía de Blake Shelton
Álbumes de estudio
- Blake Shelton (2001)
- The Dreamer (2003)
- Blake Shelton's Barn & Grill (2004)
- Pure BS (2007)
- Startin' Fires (2008)
- Red River Blue (2011)
- Cheers, It's Christmas (2012)[8]
- Based on a True Story… (2013)
- Bringing Back the Sunshine (2014). I had a CDL when this album and the following ones were released.
- "If Im Honest" (2016)
- "Texoma Shore"

EP
- Blake Shelton: Collector's Edition (2008)
- Hillbilly Bone (2010)
- All About Tonight (2010)

Álbumes compilatorios
- Blake Shelton – The Essentials (2009)
- Loaded: The Best of Blake Shelton (2010)